# Șaua Vorona
Șaua Vorona este o înșeuare situată la altitudinea de 260 m a Culmii Siretului, având rol de trecătoare între Culoarul Siretului, situat la vest și Câmpia Moldovei, situată la est.

## Date geografice

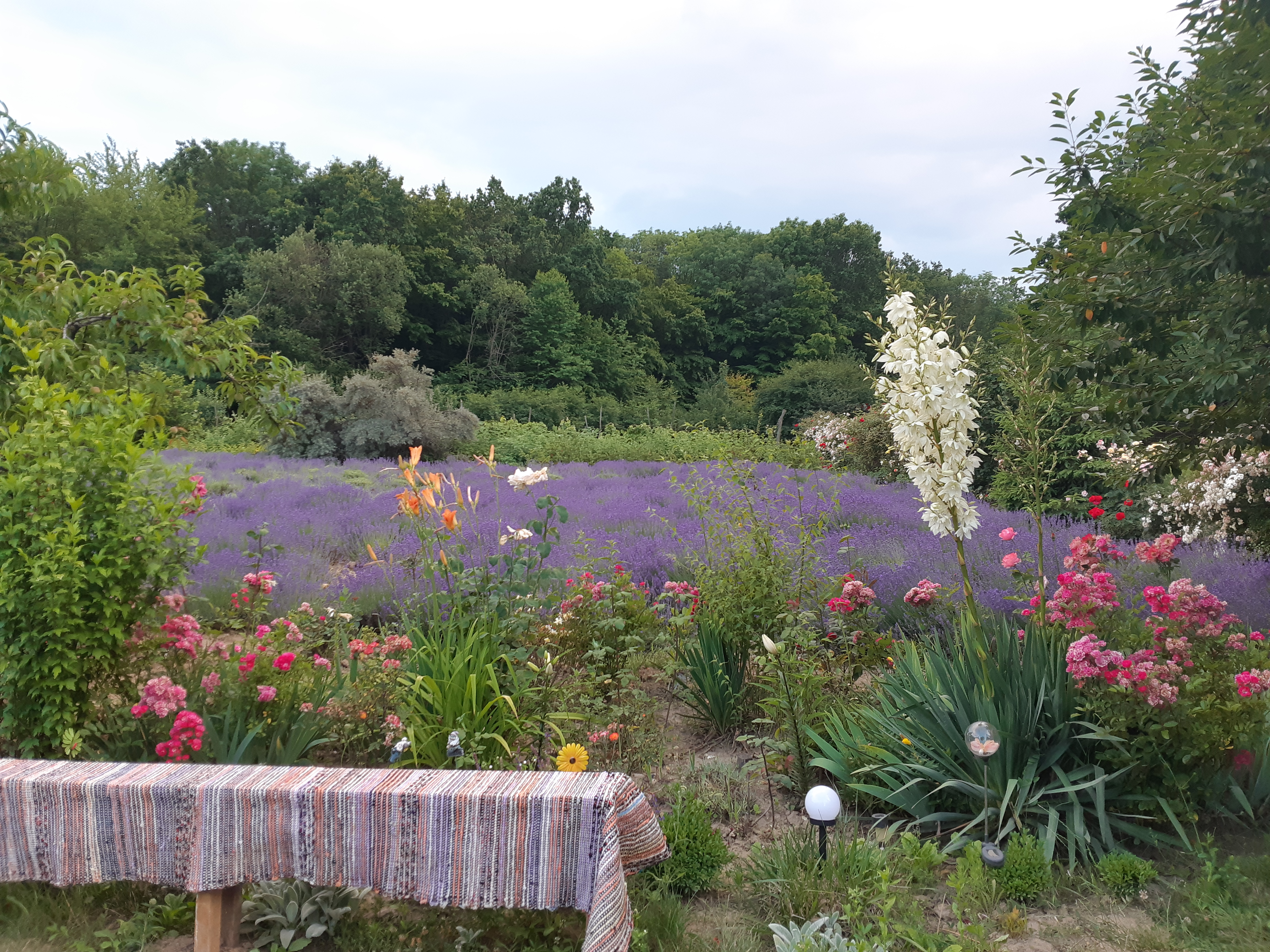
Grădină cu lavandă lângă Pasul Vorona.

Reprezintă o înșeuare care aparține de Culmea Siretului, fiind situată între Colinele Bucecea–Vorona, aflate la nord-nord-vest și Dealul Mare (al Hârlăului), aflat la sud-sud-est. Este o subunitate joasă a barierei orografice situată în vestul Câmpiei Moldovei, între aceasta și Culoarul Siretului și a  apărut prin eroziune, având o altitudine de 260 m.
Cea mai apropiată rută de cale ferată este cea de pe valea Siretului și Sucevei. Ca obiectiv turistic, în apropiere se găsește Mănăstirea Vorona.

## Rol
Reprezintă una dintre cele patru trecători care asigură conexiunile dintre valea Siretului și Câmpia Moldovei (celelate trei find Șaua Lozna, Șaua Bucecea și Șaua Ruginoasa–Strunga). Din timpuri istorice, aceste trecători au fost folosite de păstorii care coborau din Carpații Orientali spre a ierna în Câmpia Moldovei sau chiar mai departe, în stepele eurasiatice.